# Lagerstroemia
Lagerstroemia (udtalt Lagerstrømia) er en slægt med ca. 50 arter af løvfældende og stedsegrønne træer (eller store buske), som er udbredt i Østasien og Australien. Bladene er hele og modsatte med hel rand. Der er mange af arterne, som får høstfarve. Blomsterne sidder i endestillede klaser. De enkelte blomster har krusede kronblade i hvid eller forskellige toner af rød. Frugten er en kapsel med talrige, vingede frø. Her omtales kun den art, som danskere oftest træffer på rejser i Middelhavsområdet.
| Arter |

- Indisk lagerstroemia (Lagerstroemia indica)